# Коли людина посміхнулась
«Коли людина посміхнулась» (рос. «Когда человек улыбнулся») — український радянський художній фільм 1973 року кінорежисера Бориса Івченка. Фільм знятий за мотивами роману Петра Лебеденка «Четвертий розворот».

## Сюжет
Фільм про трагедію, яка спіткала дві сім'ї, коли в автомобільній катастрофі загинули льотчик Роман і стюардеса Ольга. Маленький син Ольги і Олексія втратив маму, а Інга — коханого чоловіка. Як відданий друг, Олексій робив усе, щоб біль Інги не був таким дошкульним. Свій біль він тамував турботами про сина. Але пройшов час, зарубцювалися рани, виріс син, і з'ясувалося, що Олексій, як і колись, найвідданіший з друзів Інги, і в неї в житті не було нікого ближчого за нього…

## Актори
- Іван Миколайчук — Олексій
- Борис Савченко — Роман
- Земфіра Цахілова — Інга
- Анатолій Барчук
- Володимир Волков — диспетчер
- Галина Демчук
- Галина Долгозвяга — Ольга, дружина Олексія, стюардеса
- Світлана Кондратова
- Віктор Маляревич — бортмеханік
- Федір Панасенко — пасажир
- Віталій Розстальний — Дубінін
- Федір Стригун — Люпін
- Володимир Талашко — радист
- Лариса Халафова — стюардеса
- Ніна Реус — епізод
- Костянтин Степанков — головний лікар